# 楊時泰
楊時泰（1488年—？），字道亨，號恒南，直隸真定衛軍籍，高郵州人，明朝政治人物。

## 生平
嘉靖四年（1525年）乙酉科順天府鄉試第五十五名舉人。嘉靖八年（1529年）中式己丑科會試第二百五十二名，登第三甲第九十三名進士。嘉靖十一年（1532年）任山西高平縣知縣。十五年五月选授四川道試御史，二十年巡按贵州，二十三年正月升陕西按察司副使，歷升陕西行太仆寺卿、参政，三十二年（1553年）考察致仕。

## 家族
曾祖楊仁；祖父楊克睦；父楊賢，母趙氏；繼母鄭氏。具庆下。兄時雍、時熙。